# Durley
Durley is een civil parish in het bestuurlijke gebied Winchester, in het Engelse graafschap Hampshire met 992 inwoners.